# Arvicola scherman
L'arvicola acquatica montana (Arvicola scherman Shaw, 1801) è un mammifero roditore della famiglia dei Cricetidi.
Considerata inizialmente una specie a sé stante, venne in seguito accorpata alla specie A. terrestris col rango di sottospecie (Arvicola terrestris scherman): in seguito, studi accurati rivelarono che Arvicola terrestris era in realtà un sinonimo di Arvicola amphibius e perciò le due specie vennero unificate, con conseguente passaggio di A. scherman da sottospecie di A. terrestris a sottospecie di A. amphibius (Arvicola amphibius scherman) l'annessione della specie terrestris  di Arvicola amphibius. Nel 2000, tuttavia, lo studioso Panteleyev propose nuovamente, in base ai risultati di nuove analisi filogenetiche e del DNA mitocondriale, l'assegnazione di questi animali al rango di specie a sé stante.

## Distribuzione
La specie è diffusa grossomodo in tutta l'Europa centro-meridionale, dalla Spagna settentrionale alla Romania: il suo areale è tuttavia piuttosto frammentato, in quanto (come intuibile dal nome comune di questi animali) l'arvicola acquatica montana predilige le aree di alta collina o di montagna. La si trova perciò sulle varie catene montuose europee, dai Monti Cantabrici ai Pirenei, ai Monti Metalliferi ai Carpazi. In Italia, la si rinviene lungo tutto l'arco alpino.
Il suo habitat è costituito dalle aree montane o collinari più elevate, preferibilmente provviste di ruscelli o corsi d'acqua a regime torrentizio e con abbondante vegetazione di copertura sulle sponde. Esemplari isolati di questi animali possono essere tuttavia osservati anche ad altitudini meno elevate od in aree sprovviste di fonti d'acqua permanenti, come ad esempio nei prati alpini.

## Descrizione

### Dimensioni
Misura circa 30 cm di lunghezza, di cui poco meno della metà spettano alla coda, per un peso che può sfiorare i 150 g.

### Aspetto
La corporatura è tozza e robusta, resa ancora più massiccia dal lungo pelo: le corte zampe dalle dita libere (a dispetto dalle abitudini di vita semiacquatiche dell'animale) sporgono dalla parte inferiore del corpo. La coda è più corta del corpo e della testa messi insieme ed è interamente ricoperta di pelo. La testa è grossa rispetto al corpo e dotata di piccoli occhi neri e lucidi e di orecchie a semicerchio seminascoste nel pelo.

Il pelo, lungo e folto, è di colore bruno scuro sul dorso e bruno sul ventre, a volte con tonalità tendenti al giallastro: le femmine, generalmente più piccole ed esili dei maschi, hanno tonalità più omogenee e tendenti al marroncino.

## Biologia
Si tratta di animali fortemente legati all'acqua: in caso di minaccia, infatti, tendono a lanciarsi immediatamente in acqua, percorrendo un piccolo tratto in apnea ed emergendo leggermente più a monte, dove si nascondono nell'intrico della vegetazione riparia. Le loro capacità natatorie, tuttavia, sono piuttosto limitate e le arvicole acquatiche montane tendono a non colonizzare fiumi troppo grandi e profondi, peraltro presenti assai di rado negli ambienti prediletti da questa specie.

Questa specie di arvicola vive in gruppetti familiari composti da una coppia progenitrice e da un paio di nidiate, i cui membri sono a loro volta liberi di restare nella colonia nativa (pur potendosi riprodurre) o di allontanarsi da essa e colonizzare nuovi corsi d'acqua. I membri di ciascuna colonia tendono a delimitarsi piccoli territori che comprendono un determinato tratto del fiumiciattolo sul quale vivono e nell'ambito dei quali scavano sistemi di gallerie comprendenti più entrate (anche subacquee) e numerose camere adibite a nursery, depositi o dormitori.

L'arvicola acquatica montana ha abitudini catadrome, ossia alterna momenti di attività e riposo durante tutte le 24 ore: tende tuttavia ad avere abitudini maggiormente diurne e crepuscolari, anche se nelle aree in cui la presenza di predatori o di fonti di disturbo (principalmente dovute all'attività umana) è particolarmente forte è più frequente osservare questi animali muoversi durante la notte.

### Alimentazione
Si nutre principalmente di erbe e semi: durante le operazioni di scavo della tana, non disdegna di nutrirsi anche delle radici e dei tuberi che vengono a trovarsi lungo il percorso delle gallerie. Qualora se ne presenti l'occasione, l'arvicola acquatica montana si nutre anche di frutti zuccherini, fra i quali predilige in particolar modo le mele.

### Riproduzione
La stagione degli amori cade nei mesi estivi, in modo tale che le femmine abbiano una sufficiente disponibilità di cibo per nutrire sé stesse e produrre abbastanza latte per la nidiata. L'accoppiamento è un evento assai promiscuo, in quanto i maschi tendono ad accoppiarsi col maggior numero di femmine possibile, mentre le femmine si fanno montare indistintamente da più maschi. La gestazione dura poco più di tre settimane, al termine delle quali la femmina dà alla luce, in una camera del nido foderata di pelo e steli d'erba, una media di quattro cuccioli. Essi vengono svezzati attorno alle tre settimane di vita ed a circa un mese o poco più raggiungono la completa maturità sessuale.